# لاریوسور
لاریوسور (نام علمی: Lariosaurus) نام یک سرده از تیره کاذب‌خزندگان است.
کاذب‌خزندگان همان نقش خوک‌های دریایی امروزی را در اکوسیستم داشتند. این خزندگان هم مثل خوک‌های دریایی بیشتر در آب زندگی می‌کردند، اما گاهی برای استراحت به ساحل می‌آمدند. لاریوسور یکی از کوچک‌ترین کاذب‌خزندگان شناخته‌شده است.
لاریوسور مثل همه‌ی کاذب‌خزندگان پاهایی پرده‌دار و گردنی دراز داشت. این جانور در آب از گردن درازش برای حمله‌ی ناگهانی به ماهی‌ها استفاده می‌کرد و بعد آن‌ها را با دندان‌های سوزنیش می‌گرفت. پاهای پیشین این جانور به باله‌های پاروییِ پرده‌دار شباهت داشتند، اما پاهای عقبش به‌شکلی استثنایی پنج انگشت مجزایشان را حفظ کرده بودند. این نشان می‌دهد که لاریوسور در مقایسه با کاذب‌خزندگان دیگر در خشکی فعال‌تر بوده‌است و شاید علاوه بر ماهی‌ها جانوران کوچک ساحلی را هم شکار می‌کرده‌است.